# Ivan Mikloš
Ivan Mikloš (* 2. Juni 1960 in Svidník) ist ein slowakischer Politiker (SDKÚ). Er war von 2002 bis 2006 sowie von 2010 bis 2012 Finanzminister und Stellvertretender Ministerpräsident der Slowakei.

## Charakteristik
Ivan Mikloš ist ein wirtschaftsliberaler Politiker, der für höheres Wirtschaftswachstum und gegen Umverteilung eintritt. Sein Vorbild ist Friedrich August von Hayek, dessen Werke er in der kommunistischen Zeit gelesen hatte.
Für internationale Beachtung sorgte Mikloš im Jahr 2004, als das Land die Einheitssteuer einführte. Bei der Einführung der Einfachsteuer wurde er von den westlichen Medien manchmal auch als „Mister 19 Percent“  bezeichnet. Er ist der Urheber eines Teils der slowakischen Steuer- und Sozialreformen und Empfänger der Hayek-Medaille 2005.

## Leben
Von 1979 bis 1983 studierte er an der Wirtschaftshochschule (heute Wirtschaftsuniversität) in Bratislava an der Volkswirtschaftlichen Fakultät und spezialisierte sich in langfristiger Wirtschaftsplanung und Wirtschaftsprognostik. Von 1983 bis 1990 war er zuerst Assistent, dann Dozent an der Wirtschaftshochschule in Bratislava. Nachdem er 1990 und 1991 kurzzeitig Berater des stellvertretenden Premierministers und dann Direktor der Abteilung für Wirtschafts- und Sozialpolitik der Slowakischen Regierung war, wurde er mit 31 Jahren in der Regierung des Christdemokraten Ján Čarnogurský vom April 1991 bis Juni 1992 Minister für Verwaltung und Privatisierung und betrieb die erste Welle der Privatisierung.
In der Zeit von 1992 bis 1998, in der die Christdemokraten in der Opposition waren, gründete und leitete er den einflussreichen Think Tank MESA 10, der ökonomische Analysen erstellt. 1993 besuchte er die London School of Economics. Daneben war er Dozent an der Universität Trnava. Er kann auf eine Reihe von wirtschafts- und finanzwissenschaftlichen Publikationen verweisen. In der ersten Reformregierung von Premierminister Mikuláš Dzurinda (1998–2002) wurden einige Schlüsselpositionen mit MESA-Leuten besetzt. Von 1998 bis 2006 war Mikloš Stellvertretender Premierminister, von 1998 bis 2002 Wirtschaftsminister (Regierung Dzurinda I), kurze Zeit auch Minister für Verkehr, Post und Telekommunikation und von 2002 bis 2006 (Regierung Dzurinda II) Finanzminister. Seit dem 8. Juli 2010 ist er in der Regierung Radičová wieder Finanzminister sowie Vizepremier.
Politisch gehörte er 1992/1993 der kurzlebigen Demokratischen Bürgerunion (ODÚ) an, von 1993 bis 2000 der Demokratischen Partei und trat 2001 der Slowakischen Demokratischen und Christlichen Union (SDKÚ) von Ministerpräsident Dzurinda bei. Mikloš ist verheiratet und hat zwei Kinder, er spricht neben seiner Muttersprache gut Englisch, Russisch und Tschechisch.